# Holm (Nordfriesland)
Holm és un municipi del districte de Nordfriesland, dins l'Amt Südtondern, a l'estat alemany de Slesvig-Holstein. Es troba a 5 kilòmetres de Niebüll i a pocs kilòmetres de la frontera amb Dinamarca. El 31 de desembre del 2023 tenia 95 habitants.